# Мері Стюарт (акторка)
Мері Стюарт (англ. Mary Stuart, 4 липня 1926 — 28 лютого 2002) — американська акторка та співачка.

## Життєпис
Стюарт народилася 1926 року в Маямі, штат Флорида і виросла в Талсі, штат Оклахома, де закінчила Університет Талси. У 1940 році вона переїхала до Голлівуду, де наступні вісім років грала малі ролі, перш ніж підписати трирічний контракт із Warner Bros., що привело її в помітним ролям у фільмах «Дівчина з Джоунс Біч» (1949) з Рональдом Рейганом, а також « Пригоди дона Жуана» (1948), «Кольт сорок п'ятого калібру» (1950) та «Карибський шлях» (1950) . Після кількох років вона поїхала з Голлівуду до чоловіка в Нью-Йорк, вирішивши, що бізнес занадто безжальний .
У 1950 році CBS запропонував Стюарт роль на телебаченні, в проекті « Первые сто лет», який увійшов до історії як перша денна мильна опера. Шоу не було довговічним і в 1951 році канал запросив Стюарт на роль домогосподарки Джоан Гарднер у нову мильну оперу « У пошуках завтрашнього дня», яку актриса грала тридцять п'ять років, аж до закриття цього денного телесеріалу в 1986 році. Через пристрасть до ролі Стюарт знімалася в шоу навіть коли перебувала на лікарняному ліжку, в тому числі і на період її пологів, в 1956 році.
Стюарт увійшла в історію як перша і єдина акторка денного ефіру, хто номінувався на прайм-тайм премію «Еммі» за найкращу жіночу роль у драматичному телесеріалі в 1962 році за роботу в мильній опері. Пізніше вона кілька разів висувалась на Денну премію «Еммі» і отримала спеціальну нагороду в 1985 році. В останні роки життя вона знімалася в мильній опері « Дороговказне світло» у ролі Мети Бавер. 
Померла на 76-му році життя в 2002 році від інсульту, але була хвора на рак шлунка та рак кісток .

## Фільмографія
- Вік-енд у Гавані (1941)
- Мексиканська злючка бачить привид (1942)
- Велика вулиця (1942)
- Слон мексиканської злючкою (1942)
- Сюди ми повернемося знову (1942)
- Сім днів відпустки (1942)
- Діти Гітлера (1943)
- День леді (1943)
- Містер Щасливчик (1943)
- Темна помилка (1947)
- Рекламісти (1947)
- Незакінчений танець (1947)
- Хороші новини (1947)
- Цього разу назавжди (1947)
- Наречена червня (1948)
- Великий удар (1948)
- Громові (1948)
- Дівчина з Джоунс Біч (1949)
- Пригоди дона Жуана (1948)
- Кольт сорок п'ятого калібру (1950)
- Карибський шлях (1950)
- Перші сто років (денна мильна опера, 1950—1951)
- Кентерберійські оповідання (1972)
- У пошуках завтрашнього дня (денна мильна опера, 1951—1986)
- Одне життя, щоб жити (денна мильна опера, 1988)
- Дороговказне світло (денна мильна опера, 1996—2002)

## У масовій культурі
Фартух, який одягала Мері Стюарт, коли грала Джо в «Пошуках майбутнього», зараз висить у Національному музеї американської історії в Смітсонівському інституті у Вашингтоні, округ Колумбія.